# 邦克 (密蘇里州)
邦克（英語：Bunker）是位於美國密蘇里州登特縣及雷諾茲縣的小鎮。

## 人口
根據2020年美國人口普查的數據，邦克的面積為1.72平方千米，皆為陸地。當地共有人口295人，而人口密度為每平方千米172人。